# Piruvato deidrogenasi (complesso enzimatico)
La piruvato deidrogenasi o PDH è un complesso multienzimatico, noto anche come complesso multienzimatico della piruvato deidrogenasi o Pyruvate Dehydrogenase Complex (o PDC), in lingua inglese,  che trasforma il piruvato in acetil-CoA per mezzo di un processo chiamato decarbossilazione ossidativa del piruvato, generando molecole di acetil-CoA che entrano generalmente nel ciclo di Krebs.
Si tratta di un processo di ossidoriduzione non reversibile che avviene nei mitocondri.

## Enzimi coinvolti
La piruvato deidrogenasi è un grosso complesso multienzimatico delle dimensioni di alcuni megadalton, composto da diverse decine di tre tipi di subunità: piruvato deidrogenasi (E1), lipoammide reduttasi (diidrolipoil) transacetilasi (E2) e diidrolipoil deidrogenasi (E3). Le tre sottounità enzimatiche sono presenti in diverso numero nelle diverse specie, quindi la dimensione del piruvato deidrogenasi può variare. Nei mammiferi sono importanti componenti del complesso anche due altre tipologie di enzimi: la piruvato deidrogenasi chinasi (PDK) e la piruvato deidrogenasi fosfatasi (PDP).

## Coenzimi coinvolti
Le reazioni globali catalizzate dalla Piruvato deidrogenasi sono:
Piruvato + CoA + NAD+ ⇒ acetil-CoA + NADH + H+ + CO2
5 co-fattori sono richiesti per questo complesso:
- TPP (tiamina pirofosfato) - Portatore di Idrossietile
- CoA (Coenzima A) - Sostituito in gruppo Acetile per formare Acetil-CoA
- Acido lipoico - Utilizzato per trasportare il gruppo Acetile in posizione per l'aggiunta del CoA
- FAD (Flavin Adenina Dinucleotide) - Agente ossidante per l'ossidazione della lipolisina per la ripetizione del processo.
- NAD - ossida FADH2 per la ripetizione del processo. Il NADH viene mandato alla fosforilazione ossidativa.

La tiamina pirofosfato (TPP), cofattore legato all'E1, catalizza la decarbossilazione del piruvato.
La TPP rimane legata all'acetato con legami tioesterei. Questo legame porta l'acetato in prossimità del lipoile ossidato, con il quale si esterifica. L'acetato viene transesterificato dal sulfide del 'braccio mobile' del lipoile in coenzima A, dove forma una molecola di Acetil-CoA.
Il lipoile ridotto diventa ossidato, riducendo il coenzima FAD (Flavin Adenina Dinucleotide) che è legato covalentemente a E3. Il FADH2 quindi riduce il coenzima NAD+ (Nicotinamide Adenina Dinucleotide), riportando il complesso del piruvato deidrogenasi allo stato iniziale. L'acetil-CoA è quindi libero di entrare nel ciclo dell'acido tricarbossilico (TCA).

## Tappe della reazione
1. Decarbossilazione ossidativa (Piruvato deidrogenasi): Piruvato (3C) decarbossila 2 carboni. Enzima: Piruvato deidrogenasi (E1) Libera di CO2. Il gruppo C=O diventa CHOH, legato al TPP. Una molecola di CO2 viene eliminata dalla molecola di glucosio iniziale. L'alcool a due atomi di carbonio viene ossidato diventando acido carbossilico (Acetato). Il ponte disolfuro (-S-S-) del Lipoato viene ridotto a 2 gruppi tiolici (2 -SH).
2. Esterificazione dell'acetato tramite lipoato. L'acetato è esterificato ad un gruppo Lipoil-SH, formando S-C=OCH3. In seguito l'estere transesterifica con una molecola di CoA-SH, formando Acetil-CoA. L'Acetil-CoA viene liberato dall'enzima. Enzima: Diidrolipoil transacetilasi
3. Riossidazione del lipoile 
  - Il Lipoil-SH ossida a Lipoil-Disolfuro
  - Il FAD viene ridotto in FADH2
  - Enzima: Diidrolipoil Deidrogenasi
4. Riossidazione del FAD. Il NAD viene ridotto a NADH
5. Attivazione PDH:
  - concentrazione ATP bassa
  - aumento NAD+
  - insulina
  - catecolammina
  - FADH2 aumentata concentrazione ioni calcio

## Regolazione
Il complesso è regolato con meccanismo da inibizione da prodotto e, solo nei mammiferi, in modo covalente. Nell'inattivazione dell'enzima uno specifico residuo di serina di E1 viene fosforilato dalla Piruvato-Deidrogenasi-Chinasi (PDK). La riattivazione avviene grazie ad una specifica fosfoproteina fosfatasi (Piruvato-Deidrogenasi-Fosfatasi, PDP).
La regolazione allosterica positiva è effettuata da AMP, CoA, NAD+ e Ca2+; quella negativa invece da ATP, acetil-CoA, NADH e acidi grassi a lunga catena. Il piruvato dal canto suo agisce inibendo la PDK e di conseguenza stimolando indirettamente l'attivazione dell'enzima e la conseguente trasformazione del piruvato in acetil-coenzima A. Questa stessa trasformazione è stimolata in maniera diretta dall'insulina, ormone che agisce da antagonista sulla PDK e conseguentemente sull'attivazione dell'enzima piruvato-deidrogenasi.